# Pseudotriccus ruficeps
El tiranuelo cabecirrojo (Pseudotriccus ruficeps), también denominado tirano-enano cabecirrufo (en Ecuador), tiranuelo colorado o tiranuelo encapuchado (en Colombia), tirano-pigmeo de cabeza rufa (en Perú) o atrapamoscas pigmeo rufo, es una especie de ave paseriforme de familia Tyrannidae perteneciente al género Pseudotriccus. Es nativa de regiones andinas del noroeste y centro oeste de América del Sur.

## Distribución y hábitat
Se distribuye por Colombia (localmente en los Andes centrales y orientales, también en la pendiente occidental en el norte y sur), hacia el sur hasta Ecuador (al sur hasta Cotopaxi) en la pendiente occidental, y, en la pendiente oriental en Perú hasta Bolivia (La Paz, Cochabamba).
Esta especie es considerada bastante común pero inconspícua en su hábitat natural: el sotobosque de selvas subtropicales y tropicales montanas entre los 2000 y los 3300 m de altitud.

## Sistemática

### Descripción original
La especie P. ruficeps fue descrita por primera vez por el ornitólogo francés Frédéric de Lafresnaye en 1843 bajo el nombre científico Musicapa (Todirostrum?) ruficeps; su localidad tipo es: «Bogotá, Colombia».

### Etimología
El nombre genérico masculino «Pseudotriccus» se compone de las palabras del griego «ψευδος pseudos»: ‘falso’, y «τρικκος trikkos»: ‘pequeño pájaro no identificado’; en ornitología, triccus significa «atrapamoscas tirano»; y el nombre de la especie «ruficeps», se compone de las palabras del latín «rufus» que significa ‘rufo, rojizo’, y «ceps» que significa ‘de cabeza’.

### Taxonomía
Estuvo anteriormente colocada en un género monotípico Caenotriccus. Las poblaciones del centro de Perú algunas veces son separadas en una subespecie haplopteryx; y las del sur de Perú podrían representar una subespecie no descrita. Es monotípica.